# Hemipenthes sagatus
Hemipenthes sagatus är en tvåvingeart som först beskrevs av Friedrich Hermann Loew 1869.  Hemipenthes sagatus ingår i släktet Hemipenthes och familjen svävflugor. Inga underarter finns listade i Catalogue of Life.